# Koseč
Koseč – wieś w Słowenii, w gminie Kobarid. W 2018 roku liczyła 66 mieszkańców.